# Thrombopoetin
Thrombopoetin oder auch Thrombopoietin (Gen-Name: THPO) ist ein Hormon, das die Bildung und Differenzierung der Blutplättchen-bildenden Zellen, der Megakaryozyten, stimuliert. Es ist im Rahmen der Thrombopoese notwendig für die Produktion von Blutplättchen (Thrombozyten).

## Bildungsort und Eigenschaften
Thrombopoetin wird in der Leber, der Niere, sowie in den Stromazellen des Knochenmarks gebildet. Es nimmt an verschiedenen Stellen Einfluss auf den Ablauf der Hämatopoese und  wirkt dabei als Cytokin. Neben dem Einfluss auf Megakaryozyten und der einhergehenden Bildung der Thrombozyten wirkt Thrombopoetin auf hämatopoetische Stammzellen.

## Struktur und Genetik
Thrombopoetin ist ein ca. 78 kDa großes Glykoprotein. Es besteht aus 332 bis 335 Aminosäuren. Ein Teil des Proteins (N-terminale Domäne) besitzt eine große Ähnlichkeit mit  Erythropoietin, dem für die Herstellung von Erythrozyten (rote Blutkörperchen) notwendigen Hormon.
Das Gen für Thrombopoetin befindet sich auf dem langen Arm des Chromosoms 3 (q26.3–27).

## Regulation
Der hormonelle Regelkreis des Thrombopoetin unterscheidet sich von dem der meisten anderen Hormone, denn er wird über die Anzahl der verfügbaren Rezeptoren gesteuert. Durch die Bildung von Thrombopoetin wird die Thrombozytenbildung gefördert. Diese sind in der Lage, durch einen auf ihrer Oberfläche befindlichen Thrombopoetin-Rezeptor das im Blut zirkulierende Hormon zu binden. Auf diese Weise steht weniger Thrombopoetin zur Neubildung von Thrombozyten bereit.

## Diagnostik und medizinische Anwendung
Der Thrombopoetin-Spiegel im Blut wird als diagnostischer Nachweis verwendet. Er korreliert also umgekehrt proportional mit der Menge an Thrombozyten und Megakaryozyten. Bei hohen Thrombozytenzahlen  kann daher ein niedriger Thrombopoetin-Spiegel beobachtet werden. Dies wiederum zeigt sich in einem geringeren Anteil von neugebildeten Megakaryozyten. Entzündungen, Infektionen, Leberversagen oder hämatologische Störungen können dagegen zu unerwartet hohen oder niedrigen Thrombopoetin-Spiegeln führen.
Um bei einem angeborenen oder Chemotherapie-induzierten Mangel an Thrombozyten (Thrombozytopenie) die Neubildung dieser zu stimulieren, könnte Thrombopoetin als Medikament von Bedeutung sein. Biotechnologisch, also rekombinant hergestelltes Thrombopoetin ist Gegenstand der klinischen Forschung, zeigte bisher jedoch keine signifikanten Effekte. Vielversprechender sind Thrombopoetin-Rezeptor-Agonisten, die bereits klinisch erprobt werden.

## Weiterführende Literatur
- Warren S. Alexander und Craig Hyland: Thrombopoietin Bioassay. In: J.M. Gibbins und M.P. Mahaut-Smith (Hrsg.): Platelets and Megakaryocytes: Volume 1: Functional Assays (Methods in Molecular Biology) 1. Aufl., Humana Press, Totowa, 2004. ISBN 1-58829-101-4. S. 347ff